# 斯坦科姆灣
62°56′S 60°41′W / 62.933°S 60.683°W
斯坦科姆灣（Stancomb Cove），是南極洲的海灣，位於南設得蘭群島的欺骗岛，處於拉古納山東北面的福斯特港西北部，在1967年12月和1970年8月因火山爆發形成，現時由南極條約體系管理。